# Plan Colombie
Le Plan Colombie (en espagnol : Plan Colombia) est un plan signé par les gouvernements américain et colombien en 2000 avec pour projet de réduire la production de drogue en Colombie, alors première productrice mondiale de cocaïne et première pourvoyeuse de drogue des États-Unis. Le plan, parfois assimilé à un « Plan Marshall », consistait en une aide financière conséquente à l'armée colombienne en même temps que de nouvelles stratégies de lutte contre le narcotrafic. De leur côté, les opposants au projet estiment que les objectifs proclamés de celui-ci, à savoir la lutte contre le narcotrafic, ne seraient en réalité qu'un paravent devant servir à justifier l'expansion de l'influence américaine en Colombie. Par ailleurs, ils insistent sur le fait que le plan se concentrerait principalement, voire exclusivement, sur la lutte contre les FARC et ne chercherait pas à contrer l'ensemble des filières du narcotrafic. En quinze ans d'application du plan, les États-Unis ont investi dix milliards de dollars en Colombie, ce qui constitue le plus important budget d'aide militaire américaine après celui octroyé à Israël.

## Contexte

### Situation de l’État face à la guérilla
La fin du vingtième siècle en Colombie se caractérise par une intensification progressive du conflit armé qui secoue le pays. Les FARC, confortées par des effectifs militaires en hausses constantes et en réaction à une attaque de l’armée sur leur état-major, déclenchent à partir de 1993 une offensive sur la majorité du territoire colombien. L'armée n'est pas en mesure d'y faire face efficacement et enregistre d'humiliants revers : des bases militaires sont prises d’assaut et conquises, des détachements de l’armée sont intégralement anéantis lors de violents accrochages avec la guérilla. La situation est d'autant plus préoccupante pour le gouvernement que parallèlement à ces démonstrations de forces, la guérilla a développé son influence dans les quartiers périphériques et bidonvilles des grandes villes. Des « milices bolivariennes », ramifications urbaines d'un mouvement jusque-là essentiellement implanté en zones rurales, sont constituées dans l'intention d'affronter directement au sein des villes les forces gouvernementales si les unités extérieures de la guérilla réussissaient à s'emparer des campagnes environnantes. Les guérilleros des FARC s'inspirent alors du modèle vietnamien et parviennent à mettre en œuvre une piste de type Ho Chi Minh pour permettre une éventuelle action spectaculaire à Bogotá.
Pour la première fois depuis son apparition, l'insurrection communiste peut se permettre d'envisager une victoire militaire sur l’État colombien et non plus simplement administrer quelques secteurs reculés du territoire national. C'était par ailleurs sous cette nouvelle perspective que s'était déroulée en 1993 sa conférence nationale : « la guerre peut être gagnée », proclamait-elle.

### Situation politique interne à l’État colombien et perception du pays à l'étranger
Mises au grand jour et dénoncées par la justice en 1996 avec le Proceso 8000, les accointances entre politiciens et cartels de drogues affectent péniblement l’image de la Colombie. Le pays est alors considéré comme gangréné par la corruption et fondamentalement incapable de s'attaquer aux cartels de drogues puisque ceux-ci ont investi les plus hautes sphères du pouvoir. Des dizaines de députés et sénateurs, plusieurs ministres et même le président, Ernesto Samper, sont accusés d’entretenir des rapports avec le Cartel de Cali, d'en recevoir un financement et de lui offrir une protection policière. Bien que cette situation soit connue des autorités américaines depuis longtemps, sa révélation auprès de l'opinion publique contraint Washington à prendre provisoirement ses distances de la Colombie et à attendre l’établissement d'un nouveau gouvernement pour s'y réengager ostensiblement.

## Création du Plan Colombie

### L'idée initiale d'Andrés Pastrana et négociations du Caguan
Lorsque Andrés Pastrana est élu président de la République de Colombie en juin 1998, et en dépit de ses relations supposées avec les cartels de drogues, il annonce souhaiter engager un plan de développement économique et social qui sortira la Colombie de la violence et du narcotrafic : « Partant du constat que la violence dans le pays est profondément enracinée dans l'exclusion économique et politique et dans une vie démocratique qui ne résout pas les inégalités et la pauvreté, et que cette violence se voit dynamisée par les cultures illicites ; l'investissement, public comme privé, doit contribuer à créer les conditions pour construire la paix, tout en construisant et en renforçant la démocratie ». Cette première version du Plan Colombie prévoyait d’engager des négociations de paix avec les guérillas et cherchait surtout à mettre en place un programme de développement social suffisamment structuré qui devrait permettre d'offrir aux paysans une alternative concrète à la culture de la coca, via d'importants investissements dans la production, l’infrastructure et le développement social. Ces investissements se seraient notamment concentrés sur les régions qui présentaient un haut niveau de violence et d'économie illégale . 
Des négociations sont effectivement engagées avec les FARC en novembre 1998 et comprennent le retrait de l'armée gouvernementale d'une zone équivalente à la superficie de la Suisse autour de la municipalité de San Vicente del Caguán, bien qu'aucun cessez-le-feu ne soit décidé sur l’ensemble du territoire. De leur côté, devant le refus du gouvernement de procéder à un échange mutuel de prisonniers, les FARC décident de libérer unilatéralement la plupart des militaires et policiers capturés au cours d'opérations antérieures, à l'exclusion de certains officiers maintenus en détention. Mais malgré la volonté proclamée des deux parties de parvenir à une paix négociée, chacune parait conserver des arrière-pensées et entendre principalement utiliser ces négociations pour les réaliser, sans nécessairement avoir sérieusement envisagé la possibilité de mettre fin définitivement à la guerre:
- Les FARC souhaitent convaincre de plus larges pans de l'opinion publique d’adhérer à leur lutte en démontrant la supériorité de leur projet sur les structures économiques et sociales de l’État colombien. La zone démilitarisé du Caguán pouvant ainsi servir de vitrine à tout le pays d'un modèle de société que les guérilleros avaient déjà établi dans les territoires qui se trouvaient auparavant sous leur contrôle, mais à plus grande échelle. Conformément à ce programme, un système fondé sur la petite propriété paysanne se substitue à l'accumulation capitaliste qui prévalait auparavant. Les grandes propriétés sont démantelées et les terres redistribuées aux paysans. La guérilla applique également sa propre politique sécuritaire dans des régions jusque-là négligées par l’autorité publique, ce qui entraine une réduction significative de la criminalité. Néanmoins, bien que moins fréquentes, des attaques continuent d’être portées contre l'armée et les enlèvements de personnalités politiques se poursuivent. Par ailleurs, la guérilla s'emploie à recruter de nouveaux combattants et à consolider son armement.

- Pour le gouvernement, l'objectif essentiel de ces négociations était de gagner du temps pour remédier à l'état de déliquescence de ses forces armées. Parallèlement aux discussions avec la guérilla, des tractations secrètes sont engagées avec le gouvernement américain sur l'élaboration du futur Plan Colombie, qui ne sera révélé qu'en 2000. Sous l'effet des moyens financiers mobilisés par le plan, les effectifs de l’armée colombienne sont portés de 100 000 dans les années 1990 à 375 000, tandis que 67 hélicoptères Black Hawk sont livrés par les États-Unis. S’estimant désormais suffisamment puissant pour reprendre la guerre, le gouvernement prend prétexte de l’enlèvement d'un politicien (le sénateur libéral Jorge Géchem Turbay) pour annoncer le 21 février 2002 la rupture des négociations et le déclenchement de l'opération Thanatos, qui vise à reprendre possession de l'ancienne zone démilitarisée[5],[6],[2].

### Objectifs et financement

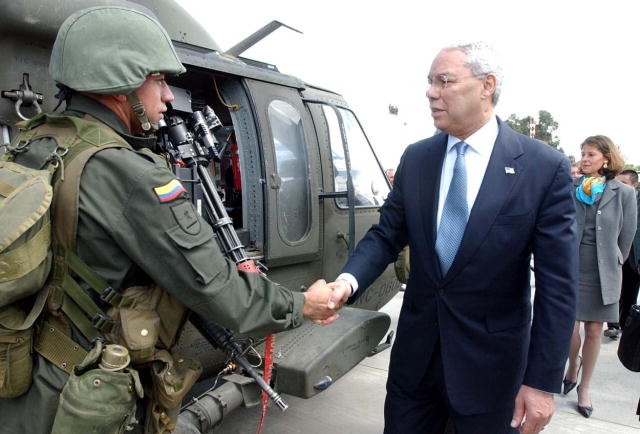
Colin Powell lors d'une visite en Colombie pour appuyer le Plan Colombie.

L’administration Clinton et Andrés Pastrana ont décidé en 1999 de mettre en œuvre conjointement un « plan pour la paix, la prospérité et le renforcement de l’État ». Cette version mise en œuvre du Plan Colombie était prévue pour durer six ans (1999-2005) et avait, selon le gouvernement colombien, quatre objectifs principaux :
- Lutte contre la production de drogues et le crime organisé ;
- Aide aux paysans et encouragement aux cultures de substitution ;
- Renforcement des institutions ;
- Désarmement et réinsertion des acteurs armés.

Un amendement vient rapidement souligner la seconde fonction du plan : favoriser les investissements étrangers en « insist[ant] pour que le gouvernement colombien complète les réformes urgentes destinées à ouvrir complètement son économie à l’investissement et au commerce extérieur ».
Le financement devait être assuré par les gouvernements des États-Unis et de la Colombie ainsi que d'autres partenaires, en particulier l'Union européenne. Les stratégies proposées pour atteindre ces  objectifs se fondaient essentiellement sur une augmentation de la capacité militaire de lutte contre le narcotrafic et sur la fumigation par agents biologiques des champs de coca[réf. nécessaire], afin de réduire l’étendue de ces cultures. Le plan prévoyait aussi le financement d’actions sociales (programmes d’éducation, mise sur pied d’infrastructures) mais les trois-quarts des fonds ont été alloués aux forces locales de police et aux dépenses militaires.

### Position de l'Union européenne
Lorsque les États-Unis et le gouvernement colombien ont mis en place le Plan Colombie, il était prévu que l’Union européenne prenne part largement au volet social de ce plan. L'Union européenne s'est retrouvée prise entre, d'un côté, les États-Unis, le gouvernement Pastrana, certains pays européens qui soutenaient individuellement le Plan Colombie (notamment l’Espagne et les Pays-Bas) et, d'un autre côté, sa propre réticence à contribuer à un plan comprenant un important volet militaire. Le Parlement européen a finalement refusé de financer le volet social du Plan Colombie dans une résolution critiquant avec force ce plan, en particulier pour son aspect fortement militariste et pour « la priorité (donnée) à des aspersions aériennes et à l’utilisation d’agents biologiques » pour la lutte contre les cultures illicites. L'Union européenne a finalement proposé un « programme européen substantiel de soutien socio-économique et institutionnel au processus de paix en Colombie », soit 105 millions d’euros pour la période 2000-2006 avec comme objectif fondamental de promouvoir le processus de paix, le respect des droits de l’homme, du droit international humanitaire et des libertés.

## Critiques
Plusieurs gouvernements européens et latino-américains, ainsi que les principales organisations internationales de défense des droits de l'homme, reprochent au Plan Colombie sa trop grande militarisation. Il ne ferait, en effet, que déplacer les conflits et les trafiquants d'une région vers une autre ou les repousser hors des frontières du pays.
Par ailleurs, les détracteurs du Plan Colombie lui reprochent essentiellement de prendre uniquement pour cible la guérilla marxiste, et de n'exercer aucun contrôle sur les paramilitaires (Autodéfenses unies de Colombie). Pourtant, selon un rapport du gouvernement colombien daté de 2001, ces derniers seraient à l'origine de 40 % des exportations de drogues depuis la Colombie, contre 2,5 % pour les FARC. Ainsi, certaines associations politiques de gauche s'interrogent sur les motivations réelles du gouvernement américain à travers ce plan. Si, plutôt que de combattre le trafic de drogue comme le fait savoir la version officielle, il ne s'agissait pas surtout de repousser une guérilla « anti-impérialiste » de plus en plus menaçante, et de conforter la présence des États-Unis sur le continent sud-américain.

## Résultats
Les armées américaine et colombienne organisent des opérations conjointes, tandis que des entreprises de sécurité et des conseillers américains sont présents sur le sol colombien. Les États-Unis fournissent des systèmes de guidage installés sur les munitions de façon à atteindre les dirigeants des guérillas au moyen de « bombes intelligentes », et la National Security Agency (NSA) assiste les services de renseignement colombien pour les écoutes et l’espionnage. L’ambassade américaine à Bogotá demeure l’une des plus imposantes du monde.

### Fumigation de glyphosate
L'élément le plus critiqué est l'intensification de la destruction des cultures de coca : l'épandage par avion de glyphosate (Roundup), un herbicide puissant et hautement toxique qui détruit également la forêt et affecte aussi l'agriculture légale. 
L’arrivée massive d’avions de fumigation en 2000 a entraîné l’augmentation du nombre de maladies, des déplacements de population et la destruction massive des cultures légales,. 
Ces fumigations de glyphosate touchent également les paysans équatoriens frontaliers.

### Objectifs politiques et faibles résultats sur la production de coca
Les effets du plan se sont principalement ressentis au cours des mandats d'Alvaro Uribe (2002-2010). Celui-ci put exploiter le renforcement de l’armée colombienne réalisé sous la présidence de son prédécesseur pour construire sa politique de sécurité démocratique et affaiblir militairement les guérillas.
Pour Antonio Caballero, journaliste de l'hebdomadaire Semana, le plan fut doublement mensonger : « Il a été dit que le plan existait uniquement pour combattre le narcotrafic, et affirmé avec grande insistance qu'il ne s'agissait pas de contrer les guérillas. Deux mensonges. Il a été très efficace contre les guérillas mais complètement inoffensif pour le narcotrafic ». C'est également le constat fait par l'ancien maire de Bogotá Gustavo Petro, pour qui les seuls succès du plan furent réalisés dans la lutte de contre-guérilla[réf. nécessaire].
Si, invoquant certaines statistiques, les autorités américaines responsables de la mise en œuvre du plan se félicitent les premières années de la réduction des surfaces de coca cultivées, il est finalement admis que les données sur lesquelles se fondaient ces statistiques étaient erronées .
En 2014, soit treize ans après son entrée en vigueur, les résultats du Plan Colombie en matière de lutte contre la production de drogue restent très limités. La Colombie aura ainsi vu sa production de cocaïne s’accroître de plus de 50 % par rapport à l'année précédente.